# 三笑亭可楽 (9代目)
九代目 三笑亭 可楽（さんしょうてい からく、1936年〈昭和11年〉7月21日 - ）は、茨城県鹿嶋市出身の落語家。落語芸術協会所属。本名∶石上 吉男。出囃子∶『勧進帳』。

## 経歴
茨城県立鹿島高等学校卒業。
1955年5月、八代目三笑亭可楽に入門、前座名「可津男」を名乗る。
1958年9月、三遊亭とん馬と共に二ツ目昇進し「可勇」と改名。
1969年9月、八代目都家歌六と共に真打昇進し「浮世亭写楽」に改名。1992年9月、九代目となる「三笑亭可楽」を襲名。1995年より落語芸術協会監事を務めた。

## 芸歴
- 1955年3月 - 八代目三笑亭可楽に入門、「可津男」を名乗る。
- 1958年9月 - 二ツ目昇進、「可勇」に改名。
- 1964年
  - 8月 - 師匠可楽が死去。
  - 10月 - 兄弟子三笑亭夢楽門下に移籍。
- 1969年9月 - 真打昇進、「浮世亭写楽」と改名。
- 1992年9月 - 「九代目三笑亭可楽」を襲名。

## 人物
- 趣味のハワイアン、フルートは協会員バンドの「アロハマンダラーズ」にも活かされている。
- 近眼で目が悪く、弟子の三笑亭可風に手を引かれ介助されるシーンもある。
- 八代目春風亭小柳枝と呑んでいたとき、酔った小柳枝に突如殴られた。頭にきた可楽（当時∶写楽）は近くにあった衣紋掛けで殴り返したら小柳枝が流血した。

## 主な演目
- 親子酒
- 景清
- 笠碁
- 甲府い
- ちりとてちん
- 寝床
- らくだなど

## 一門弟子
- 三笑亭可龍
- 三笑亭可風 - 六代目古今亭志ん馬門下を廃業した後、移籍